# Helme (Estonia)
Helme è un comune rurale dell'Estonia meridionale, nella contea di Valgamaa. Il comune (in estone vald) amministra il contado della città (in estone linn) di Tõrva, costituita comune a sé; capoluogo del comune rurale è comunque la città di Tõrva.

## Località
Il comune comprende un borgo (in estone alevik), Helme, e 14 località (in estone küla):
Ala, Holdre, Jõgeveste, Kähu, Kalme, Karjatnurme, Kirikuküla, Koorküla, Linna, Möldre, Patküla, Pilpa, Roobe e Taagepera.